# Rue du Conseil
La rue du Conseil (en néerlandais : Raadstraat) est une rue bruxelloise de la commune d'Ixelles qui va de la place Fernand Cocq à la rue Goffart en passant par la rue de la Crèche, la rue Van Aa, la rue Sans Souci et la rue Georges Lorand.
Elle rend hommage au conseil communal ixellois.
La numérotation des habitations va de 1 à 75 pour le côté impair et de 2 à 74 pour le côté pair.